# Loka
För andra betydelser, se Loka (olika betydelser).
Loka är ett varumärke för kolsyrat bordsvatten, vars rötter funnits i Bergslagen sedan år 1720. I dag ägs Loka av Spendrups Bryggeri och vattnet hämtas från Loka brunn i Bergslagen. Under 1900-talet var Loka brunn tvungen att stänga många av sina brunnar av hälsoskäl och i dag återstår endast ett fåtal. Sedan år 1992 har Spendrups Bryggeri AB haft ansvar för Loka brunn. Innan vattnet tappas på flaska, tillsätts salter och det kolsyras. Den finns i olika smaksättningar och i naturell smak.